# Muzga, Gabrovo
Muzga (în bulgară Музга) este un sat în comuna Gabrovo, regiunea Gabrovo,  Bulgaria. 

## Demografie
Componența etnică a satului Muzga
     Bulgari (96,63%)
     Nicio identificare (3,36%)
     Altele (0%)
La recensământul din 2011, populația satului Muzga era de 119 locuitori. Din punct de vedere etnic, majoritatea locuitorilor (96,63%) erau bulgari. Pentru 3,36% din locuitori nu este cunoscută apartenența etnică.